# Анна фон Салм-Кирбург-Мьорхинген
Анна фон Салм-Кирбург-Мьорхинген (на немски: Anna von Salm-Kyrburg-Mörchingen; * 1572; † 25 август 1608 в Гемар в Гранд Ест/Елзас) е вилд-и Рейнграфиня от Залм-Кирбург-Мьорхинген и чрез женитба графиня и господарка на Раполтщайн в Елзас.

## Произход
Тя е най-голямата дъщеря (от 13 деца) на вилд-и Рейнграф Ото I фон Салм-Кирбург-Мьорхинген († 1607) и съпругата му графиня Отилия фон Насау-Вайлбург († ок. 1610), дъщеря на граф Филип III фон Насау-Вайлбург (1504 – 1559) и третата му съпруга Амалия фон Изенбург-Бюдинген (1522 – 1579).

## Фамилия
Анна фон Салм-Кирбург-Мьорхинген се омъжва на 1 декември 1589 г. в замък Кирбург до Кирн за граф Еберхард фон Раполтщайн (* 12 март 1570; † 17/27 август 1637), син на Егенолф III фон Раполтщайн (1527 – 1585) и втората му съпруга Мария фон Ербах (1541 – 1606). Еберхард фон Раполтщайн е камерхер на император Матиас. Те имат девет деца:
- Ото Вилхелм (27 август 1592 – 19 септември 1605)
- Анна Отилия (11/21 ноември 1593 – 15/25 октомври 1661)
- Георг Фридрих фон Раполтщайн (14 юли 1594 – 30 август 1651), граф на Раполтщайн-Рибопиер, женен I. на 9 ноември 1623 г. за графиня Агата Мария фон Ханау (1599 – 1636), II. на 10 или 20 май 1640 г. за Елизабет Шарлота фон Золмс-Зоненвалде-Лаубах-Поух (1621 – 1666)
- Мария (5 февруари 1597 – 14 февруари 1597)
- Йохан Якоб фон Раполтщайн (2/12 февруари 1598 – 25 юли 1673), граф на Раполтщайн и Рибопиер, издигнат на граф, женен на 10 декември 1637 г. в Страсбург за Анна Клаудина фон Залм-Кирбург (1615 – 1673)
- Филип Лудвиг (22 февруари/септември 1601 – 25 февруари 1637), женен за вилд-и Рейнграфиня Доротея Диана фон Салм-Кирбург-Мьорхинген († 1672)
- Казимир (15 август 1604 – 7 юли 1607)
- Еберхард (31 октомври 1606 – 26 юни/6 юли 1607)
- дете

Еберхард фон Раполтщайн се жени втори път на 22 октомври 1609 г. в Бирленбах за графиня Агата фон Золмс-Лаубах (1585 – 1648).